# 375.
◄ | 3. stoljeće | 4. stoljeće | 5. stoljeće | ►
◄ | 340-ih | 350-ih | 360-ih | 370-ih | 380-ih | 390-ih | 400-ih | ►
◄◄ | ◄ | 372. | 373. | 374. | 375. | 376. | 377. | 378. | ► | ►►
Astronomija • Književnost • Kršćanstvo

## Događaji
- Huni ruše istočno-germansku državu Ostrogota. To je početak seobe naroda.

## Smrti
- 17. studenoga – Valentinijan I., rimski car (* 321.)

## Vanjske poveznice
|  | Zajednički poslužitelj ima još gradiva o temi 375. |